# قضاء النصر
النصر قضاء في محافظة ذي قار، جنوب العراق، مركزه مدينة النصر الواقعة على ضفاف نهر الغراف الذي يقسمها إلى جزئين، وأصبحت ناحية سنة 1958 م، تابعة لقضاء الرفاعي، ثم صارت قضاء يوم 14 تشرين الأول سنة 2018، وفي سنة 2016 أصبحت مساحة القضاء 114.9 كيلومتر مربع، وعدد سكانه 104374 ساكناً، نصفهم حضريون ونصفهم ريفيون، وكثافتهم السكانية في القضاء متوسطة.

## التسمية
كان مركز قضاء النصر يُسمى قديمًا (سويج غازية) نسبة إلى الملك غازي الذي منحها صفة الناحية ثم سميت بالنصر تيمّنا بانتصار ثورة 14 تموز 1958 التي أطاحت بالنظام الملكي وجاءت بالنظام الجمهوري على يد الزعيم عبد الكريم قاسم. تحد النصر محافظة المثنى غربًا ومحافظة القادسية من الشمال الغربي وقضاء البطحاء جنوبًا وقضاء الشطرة وقضاء الغراف من الجنوب الشرقي وقضاء الدواية شرقًا وقضاء الرفاعي شمالًا، تبعد عن مركز المحافظة حوالي 57 كم شمالًا.

## المدن المجاورة
- الرفاعي من جهة الشمال
- الشطرة من جهة الجنوب
- الدواية من جهة الشرق
- الفجر من جهة الغرب